# Venezuelalövletare
Venezuelalövletare (Syndactyla guttulata) är en fågel i familjen ugnfåglar inom ordningen tättingar.

## Utseende och läte
Venezuelalövletaren är en medelstor tätting med uppåtböjd näbb och lång stjärt. Fjäderdräkten är rostbrun, med beigefärgat ögonbrynsstreck och likfärgad strupe. Den är vidare tydlig beigestreckad på huvud, rygg och undersida. Lätet består av en hård och nasal ton, sången en serie med accelererande ljudliga och hårda toner. 

## Utbredning och systematik
Venezuelalövletare delas in i två underarter:
- Syndactyla guttulata guttulata – förekommer i bergstrakter i norra Venezuela (Yaracuy till Caracas (Distrito Federal))
- Syndactyla guttulata pallida – förekommer i bergstrakter av nordöstra Venezuela (Anzoátegui, Sucre och norra Monagas)

## Levnadssätt
Venezuelalövletaren är en ganska vanlig fågel i molnskog på medelhög till hög höjd. Där ses den i tät undervegetation, ofta i såtnd med bambu. Den ses vanligen enstaka, i par eller i kringvandrande artblandade flockar som födosöker lågt och kvickt i bromelior och torra löv.

## Status
Trots det begränsade utbredningsområdet och att den tros minska i antal anses beståndet vara livskraftigt av internationella naturvårdsunionen IUCN. 